# Virius Nicomachus Flavianus

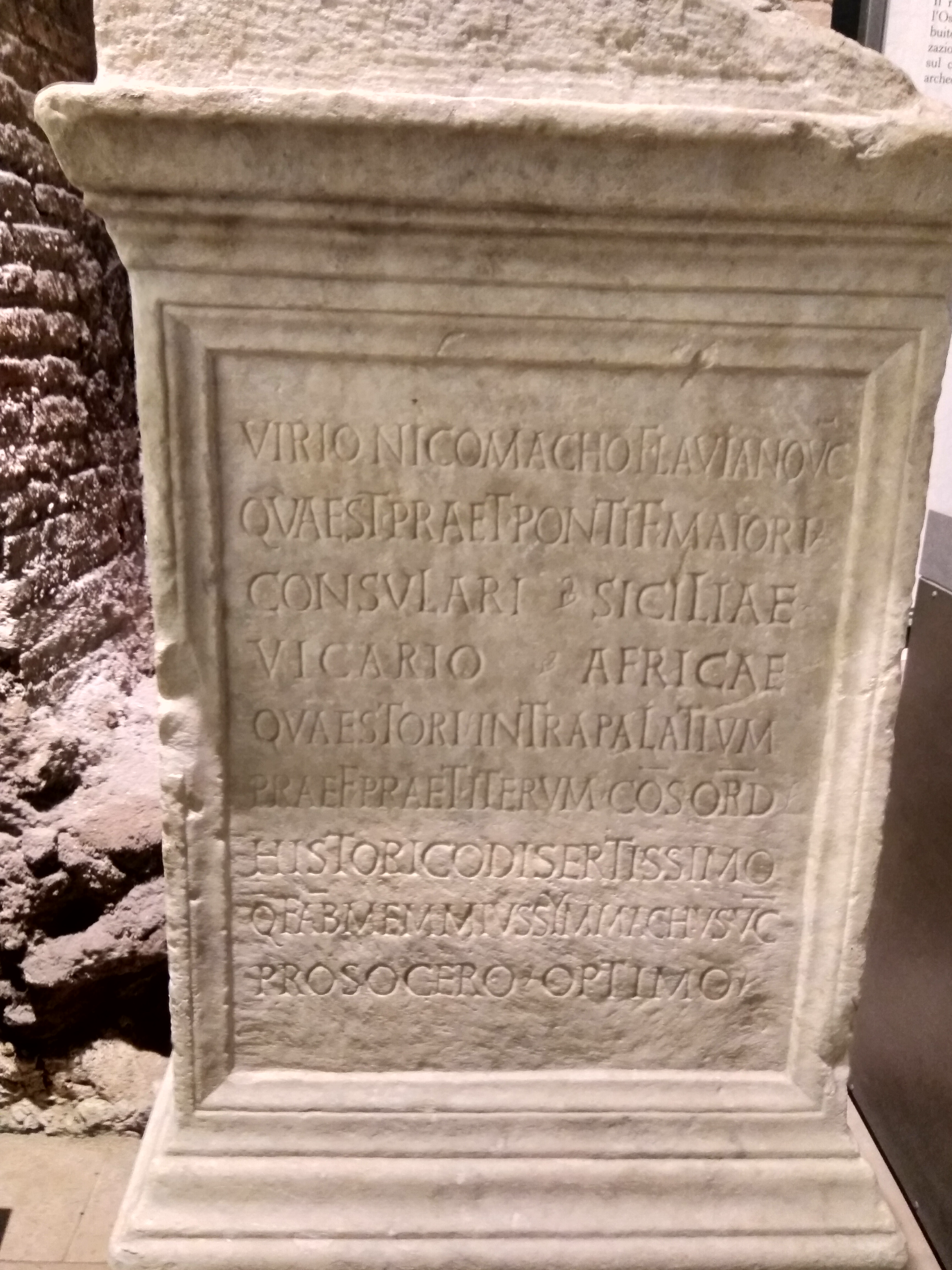
Basis einer Statue für Virius Nicomachus Flavianus, aufgestellt von Quintus Fabius Memmius Symmachus wohl im Haus der Familie auf dem Caelius, heute Kapitolinische Museen, Rom

Virius Nicomachus Flavianus (signo Flavianius) (* um 330; † 394) war ein spätantiker römischer Politiker und Gelehrter. Er war einer der führenden Köpfe der heidnisch-stadtrömischen Senatsaristokratie im späten 4. Jahrhundert und beteiligte sich in führender Position an der Usurpation des Eugenius.
Flavianus stammte aus einer angesehenen, reich begüterten Senatorenfamilie. Er war Priester verschiedener Kulte und stieg im Staatsdienst auf, wo er schließlich die hohen Posten eines quaestor sacri palatii und eines Prätorianerpräfekten erreichte. Er war Mitglied des kaiserlichen Staatsrats (consistorium) am Hof des Kaisers Theodosius I. Dennoch entschied er sich 392, die Usurpation des Eugenius im Westen des Reiches zu unterstützen. An ihr war er in hoher Position als ranghöchster Prätorianerpräfekt im Westen beteiligt; 394 wurde er Konsul. Als jedoch Theodosius I. 394 gegen Eugenius zog und ihn und Nicomachus in der Schlacht am Frigidus besiegte, beging Flavianus Selbstmord.
Umstritten ist, wie sehr religiöse Motive die Entscheidung des Nicomachus Flavianus für Eugenius bestimmten. Erhoffte er sich von Eugenius politische Vorteile oder eine Unterstützung eines Projekts, die heidnischen Bräuche in Rom wieder zur Geltung zu bringen? So spielt Nicomachus Flavianus eine wichtige Rolle in der Debatte um ein pagan revival Ende des 4. Jahrhunderts. Galt er der älteren Forschung als eine Art Cato der Jüngere der konservativen heidnisch-senatorischen Oberschicht, zeigt sich die neuere Forschung eher skeptisch, ob es eine von Nicomachus strategisch gesteuerte heidnische Reaktion gegen den christlichen Kaiser Theodosius gegeben habe.
Er betätigte sich auch als Gelehrter. Das von ihm verfasste Geschichtswerk ist zwar verloren gegangen, diente aber nach Ansicht eines Teils der modernen Forschung als wichtige Quelle für spätere Geschichtsschreiber. Zu unterscheiden ist Virius Nicomachus Flavianus „der Ältere“ von seinem Sohn, Nicomachus Flavianus dem Jüngeren.

## Leben

### Herkunft und Aufstieg
Der hochgebildete Nicomachus Flavianus stammte aus der angesehenen stadtrömischen Familie der Virier. Sein Vater war Virius Volusius Venustus, der über reichen Landbesitz in Apulien verfügte; sein Cousin war der berühmte Redner und Senator Quintus Aurelius Symmachus. Später war er mit Symmachus auch zusätzlich verschwägert, als Flavianus’ Sohn, Nicomachus Flavianus der Jüngere, eine Tochter des Symmachus heiratete. Flavianus absolvierte erfolgreich den Staatsdienst, neben den üblichen Posten der Ämterlaufbahn (Quaestur und Praetur, wobei beide Ämter in spätrömischer Zeit kaum noch Bedeutung hatten) gehörte er unter anderem dem Kollegium der pontifices maiores an, war also für die Ausübung der traditionellen Götterdienste verantwortlich. Er galt als Autorität in der Auguraldisziplin und jeder anderen Art der Weissagekunst. 364/65 war Flavianus Statthalter (Konsular) von Sizilien, wo die Familie offenbar auch Landbesitz hatte, widmete sich nach 365 aber zunächst privaten Angelegenheiten.

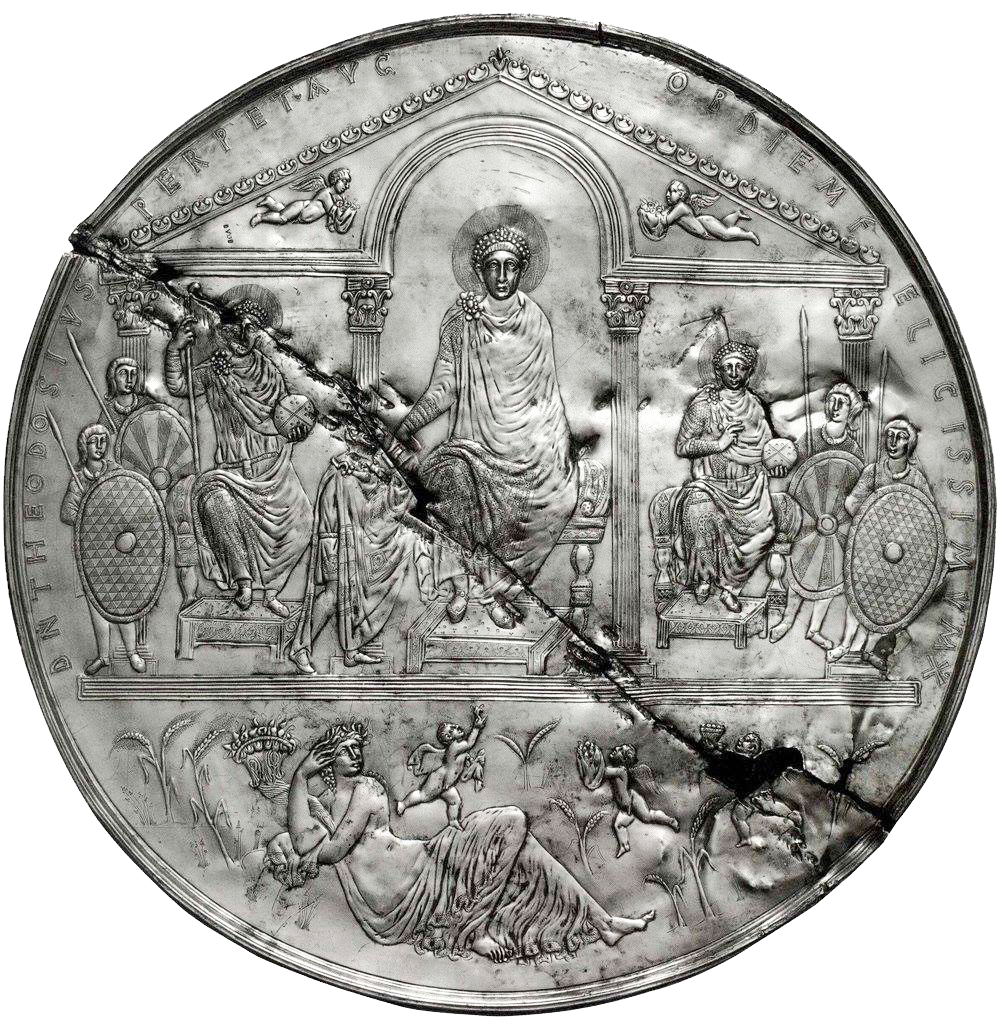
Das Theodosius-Missorium stellt wahrscheinlich Theodosius I. (Mitte) mit seinen Mitkaisern Valentinian II. und Arcadius dar (vor 392)

Von Kaiser Gratian wurde er dann 377 zum Vicarius Africae ernannt, fiel bald danach aber aufgrund seiner Duldung der Donatisten in Africa in Ungnade. Im Hintergrund von Nicomachus’ Unterstützung der Donatisten stand möglicherweise die Strategie, die innerchristlichen Streitigkeiten zu fördern, um das Heidentum zu stärken. Jedenfalls wurde er von Gratian ermahnt, sich an die kaiserlichen Verfügungen gegen die Donatisten zu halten; in der Folge bekleidete er unter Gratian kein Amt mehr.
Dafür genoss er bald das Wohlwollen Theodosius’ I. Theodosius hatte sich zunächst mit dem Usurpator Magnus Maximus, der nach Gratians Tod 383 den Westen des Imperiums beherrschte, verständigt, war 388 jedoch gegen ihn vorgegangen, in den Westen gezogen und hatte ihn besiegt. Wohl ebenfalls 388 wurde Flavianus quaestor sacri palatii des Theodosius und war somit unter anderem für die Abfassung von Gesetzen zuständig. Damit gehörte er auch zu Theodosius’ Staatsrat, dem consistorium, und somit zum unmittelbaren Umfeld des Kaisers. O’Donnell nimmt allerdings an, dass Flavianus dieses Amt bereits 381/82 bis 383 bekleidet hat. Grundsätzlich gibt es in der Forschung, aufgrund der schwierigen Quellenlage zur Rekonstruktion der Karriere des Flavianus, eine frühe und späte Chronologie. Otto Seeck etwa favorisierte zunächst die frühe (Quaestur bereits 382 und erste Prätorianerpräfektur 383), in seinen folgenden Arbeiten aber die späte Chronologie, für die auch insbesondere John F. Matthews in einem einflussreichen Aufsatz argumentiert hat.
Ausweislich einer Inschrift war Nicomachus Flavianus zweimal Prätorianerpräfekt von Italia, Illyria und Africa, womit er einer der ranghöchsten zivilen Beamten des Reiches und der ranghöchste im Westen wurde. Umstritten ist in der Debatte um die Chronologie seiner Laufbahn die Frage, wann Flavianus die erste Prätorianerpräfektur bekleidete: 389/390–392 oder, was aufgrund widersprüchlicher Quellenangaben möglich, aber eher unwahrscheinlich scheint, bereits 382/383. Jedenfalls bemühte sich Theodosius offenbar sehr um Flavianus, um so eine Verständigung mit den heidnischen Senatskreisen in Rom zu erreichen.

### Die Usurpation des Eugenius

Stark beschädigter Flügel eines Elfenbein-Diptychons mit Inschrift „NICOMACHORUM“. Die dargestellte Frau ist vermutlich eine Priesterin der Ceres. Ihre Attribute entstammen dem Kult der Kybele.

Trotz der Bemühungen des Theodosius, dem Flavianus auch sein noch vor dem Bruch geschriebenes Geschichtswerk widmete (siehe unten), unterstützte Flavianus nach dem mysteriösen Tod Valentinians II. 392 den Usurpator Eugenius und dessen wichtigste Stütze, den Heermeister Arbogast, mit aller Kraft. Im Dienste des Eugenius fungierte er sogar als oberster Zivilbeamter im Westen, indem er erneut das Amt des praefectus praetorio Italiae, Illyriae et Africae ausübte. Sein Sohn, Nicomachus Flavianus der Jüngere, übte gleichzeitig die römische Stadtpräfektur aus. Eugenius brauchte dringend einflussreiche Stützen seiner Herrschaft, denn nachdem Theodosius ihn zunächst hatte gewähren lassen, obwohl er nicht den legitimen valentinianischen und theodosianischen Dynastien entstammte, wandte er sich 393 gegen ihn. Auch der einflussreiche Bischof Ambrosius von Mailand zeigte sich reserviert.
Eine Zusammenarbeit mit dem Usurpator war riskant. Flavianus’ enger Freund und Verwandter Symmachus hielt sich auffallend zurück, wohl aufgrund der Tatsache, dass er sich 388 zu sehr für Magnus Maximus engagiert hatte – er hatte eine Lobrede auf ihn gehalten – und nach der Niederwerfung der Usurpation nur knapp einer Bestrafung entgangen war. Dennoch schloss sich Nicomachus Eugenius an, der damit eine wichtige Stütze in der reichen stadtrömischen Senatorenschaft fand. Die Gründe hierfür sind in der Forschung umstritten: Manche Forscher betonen politische Gründe – vielleicht erhoffte sich Nicomachus einen besseren Schutz des Westteils des Reiches, in dem seine ausgedehnten Ländereien und Villen lagen, von dem westlichen Kaiser Eugenius und seinem erfahrenen Heermeister Arbogast.
Eine andere Erklärung für Flavianus’ Handeln bietet möglicherweise die Religionspolitik, in der sich Flavianus von Eugenius ein Wiederaufleben der alten Kulte erhofft haben könnte. Die althistorische Debatte um dieses sogenannte pagan revival unter Eugenius ist jedoch weitläufig und verworren. Sicher ist, dass spätere christliche Quellen im Rückblick den Kampf des Theodosius gegen Eugenius christlich aufluden. Auch manch andere Quellen deuten darauf hin, dass Eugenius (obwohl selbst formal Christ) sich den Heiden gegenüber toleranter zeigte. Es ist jedoch umstritten, ob Eugenius ein letztes Mal die volle Entfaltung des alten Götterglaubens im Westen ermöglichte; so ist unklar, ob er die öffentlichen Gelder für den Kultbetrieb restituierte.
Jedenfalls traf Flavianus 392 die radikale, schicksalhafte Entscheidung, Eugenius in prominenter Position tatkräftig zu unterstützen. 394 wurde Flavianus von Eugenius zum Konsul für den westlichen Reichsteil ernannt, was Theodosius allerdings nicht anerkannte, der stattdessen seinen Sohn Honorius als Konsul für den Westen vorsah. Auch setzte Theodosius offenbar mit Apodemius einen Gegen-Prätorianerpräfekten für Italien, Illyrien und Africa ein, den er auch als solchen in seinen Gesetzen adressierte.
Letztendlich ging Theodosius militärisch gegen Eugenius vor und vernichtete am 6. September 394 dessen Heer in der blutigen Schlacht am Frigidus. Flavianus beging daraufhin Suizid, Eugenius wurde von Soldaten getötet. Theodosius I. scheint eine Rede im römischen Senat gehalten zu haben, in der er die Anhänger des Eugenius und auch Virius Nicomachus Flavianus verurteilte. In den folgenden Jahren wandelte sich die Zusammensetzung des Senats; die heidnischen Traditionalisten, bis dahin eine nicht zu unterschätzende Gruppe im Senat, wurden bald zu einer bedeutungslosen Minderheit (noch bis ins 6. Jahrhundert wurde Senatoren allerdings des Öfteren vorgeworfen, heimlich den alten Kulten anzuhängen).

## Nachleben
Das carmen contra paganos ist ein rätselhaftes Schmähgedicht eines unbekannten christlichen Autors gegen einen ungenannten Präfekten, das direkt nach dessen Tod verfasst wurde. Es wurde lange Zeit angenommen, dass es gegen Flavianus gerichtet war (daher auch carmen adversus Flavianum genannt), doch ist der Adressat letztendlich unbekannt; in jüngerer Zeit wurde verstärkt für Vettius Agorius Praetextatus argumentiert, womit das Gedicht schon zehn Jahre früher (384) entstanden wäre. Wenn es jedoch gegen Flavianus gerichtet wäre, würde es die Schadenfreude einiger christlicher Zeitgenossen beim Tod des bekannten Heiden bezeugen.
Zwar erließen die Söhne und Nachfolger Theodosius’ I., Arcadius und Honorius, im April 395 eine allgemeine Amnestie für Anhänger des Eugenius, wobei sie sich auf eine Anordnung ihres Vaters beriefen, doch unterlag Flavianus einer damnatio memoriae, die in Kraft blieb. Insbesondere wurde sein Konsulat aus den Fasten gelöscht; seine Titel wurden aberkannt und seine Inschriften und Statuen abgebaut. Allerdings geschah dies offenbar nicht systematisch, in Leptis Magna blieb eine Statue aus seinem afrikanischen Vicariat stehen. Generell ist das genaue Ausmaß der damnatio umstritten; während Charles W. Hedrick ein umfangreiches öffentliches Schweigen in den Jahrzehnten nach Flavianus’ feststellt, zeigt sich Alan Cameron skeptisch. Von den Söhnen der Rebellen wurde ein Übertritt zum Christentum im Gegenzug für eine Begnadigung erwartet; Flavianus’ Sohn, Nicomachus Flavianus der Jüngere, gab diesem Druck, wenn auch vielleicht nur scheinbar, nach und konnte schon 399 seine Laufbahn im Staatsdienst fortsetzen. Alan Cameron zufolge hat sich der jüngere Nicomachus Flavianus in späteren Jahren jedoch nicht mehr zu den heidnischen Kulten bekannt und war wenigstens oberflächlich Christ.
431 gelang es Nicomachus dem Jüngeren und dem Enkel des Flavianus, dem Stadtpräfekten Appius Nicomachus Dexter, mit Unterstützung einflussreicher Senatskreise eine öffentliche Rehabilitierung des Flavianus durchzusetzen. Auf dem Trajansforum wurde eine Flavianus-Statue errichtet und die Kaiser Valentinian III. und Theodosius II. erklärten in gewundenen Formulierungen, ihr Großvater Theodosius I. habe Flavianus stets geschätzt, seinen Tod bedauert und dies im Senat erklärt. Die damnatio memoriae sei auf die Missgunst von Neidern zurückzuführen, denen die Kaiser alle Verantwortung zuschoben. Sogar die Prätorianerpräfektur des älteren Nicomachus unter Eugenius wurde offiziell wiederhergestellt, während sein Konsulat weiterhin nicht genannt wurde.

## Flavianus als Gelehrter

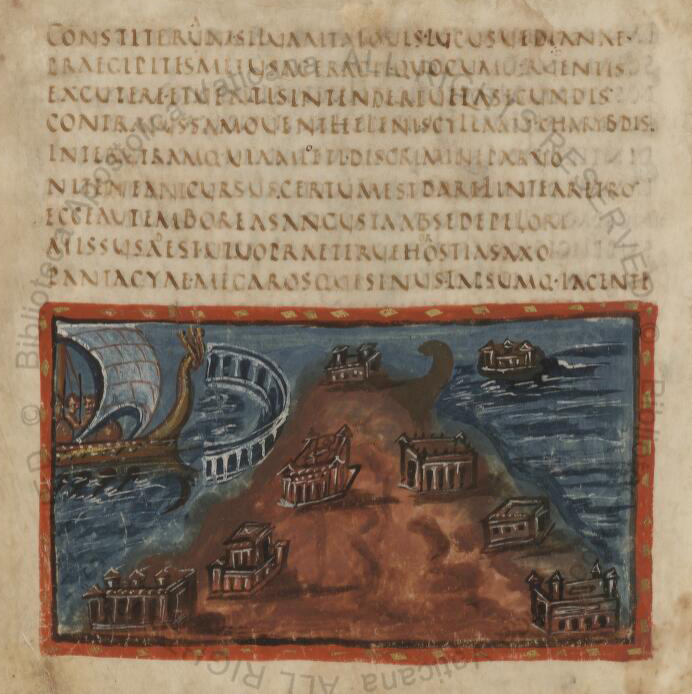
Vergilius Vaticanus, Vatikanische Apostolische Bibliothek, latinus 3225, Folio 31v (um 400): Vergil, Aeneis, 3. Buch, Szene: Aeneas umsegelt Sizilien und landet in Drepanum

Die Rezeption des Virius Nicomachus Flavianus ist nicht unwesentlich durch die Saturnalia des Macrobius geprägt. Darin tritt Nicomachus als einer der zentralen Diskutanten in einem fiktiven platonischen Dialog auf, der sich unter anderem um die Werke Vergils dreht. Weitere prominente Gesprächsteilnehmer aus der heidnisch-senatorischen Führungsschicht Roms sind Quintus Aurelius Symmachus und Vettius Agorius Praetextatus. Die Saturnalia wurden lange als ein zeitgenössisches Dokument der Reaktion des „Heidentums“ gegen das aufsteigende Christentum und der in ihnen auftretende „Symmachuskreis“ als der zentrale Akteur in dieser gelehrt-politischen Auseinandersetzung verstanden (so noch bei Jelle Wytzes und Herbert Bloch).
Allerdings sind nach neueren Forschungen die Saturnalia nicht zeitgenössisch, sondern wurden frühestens im 2. Jahrzehnt des 5. Jahrhunderts verfasst. Daher sind sie kein authentisches zeitgenössisches Dokument, sondern eher ein glorifizierender, fiktiver Rückblick. Alan Cameron hat in seiner umfassenden Studie zur stadtrömischen Oberschicht des 4. Jahrhunderts betont, dass der „Symmachuskreis“ deshalb keinesfalls als politischer Kreis missverstanden werden darf, der eine anti-christliche Zielrichtung verfolgte. Der reale Symmachuskreis sei vielmehr vor allem in den Briefen des Symmachus zu greifen. Symmachus korrespondierte jedoch nur mit einem kleinen Teil der heidnischen Eliten und ebenso mit einigen Christen, für die die traditionelle Bildung oft ebenfalls von Bedeutung war. An den älteren Nicomachus sind alleine mindestens 91 Briefe aus den Jahren um 365 bis 394 erhalten.
Dennoch scharte sich um Flavianus und Symmachus durchaus ein paganer Gelehrtenkreis, dem auch Vettius Agorius Praetextatus angehörte. Sie gaben unter anderem eine Neuausgabe des Geschichtswerks des Titus Livius, das Flavianus’ Sohn sowie sein Enkel Appius Nicomachus Dexter kopierten, und eine neue Ausgabe der Aeneis Vergils heraus; die prachtvolle spätantike Handschrift der Aeneis befindet sich heute im Vatikan (Cod. Vat. lat. 3225; Vergilius Vaticanus).
Flavianus war mit dem Philosophen Eustathius befreundet und beschäftigte sich mit Philosophie; von ihm stammen das nicht erhaltene philosophische Werk de dogmatibus philosophorum sowie die grammatische Abhandlung de consensu nominum et verborum. Er übersetzte auch griechische Werke ins Lateinische. Er befasste sich mit der griechischen Lebensbeschreibung des Pythagoreers Apollonios von Tyana, die Flavius Philostratos im 3. Jahrhundert verfasst hatte. Flavianus hat dieses Werk aber nicht, wie man früher annahm, ins Lateinische übersetzt, sondern nur eine Abschrift davon angefertigt.

## DieAnnalendes Flavianus
Flavianus verfasste ein heute verlorenes Geschichtswerk, das dem Kaiser Theodosius I. gewidmet war und den Titel Annales trug. Es ist als das Hauptwerk des Flavianus anzusehen, er selbst wurde auf einer später (allerdings von Verwandten des Flavianus) gestifteten Inschrift sogar ehrfurchtsvoll als historicus disertissimus („redegewandtester Geschichtsschreiber“) bezeichnet. Ansonsten ist nichts über das Werk bekannt, so dass über Aufbau und Inhalt – mit mehr oder weniger guten Argumenten – nur spekuliert werden kann.
Die Annalen sind in neuerer Zeit im Rahmen der Quellenforschung zum 4. Jahrhundert recht intensiv diskutiert worden. Eine Kernfrage der Diskussion ist, ob Flavianus in den Annalen die Republik oder die Kaiserzeit behandelt hat – oder vielleicht sogar beide Zeitabschnitte. Von der Beantwortung dieser Frage und den darauf aufbauenden Hypothesen hängt ab, ob das Werk des Flavianus als Quelle für mehrere spätantike Geschichtswerke in Betracht kommt oder nicht. Mehrere Forscher, so schon Otto Seeck (der annahm, das Werk habe bis ins Jahr 366 gereicht und sei an Thukydides orientiert gewesen), plädieren für letzteres und vermuten, dass das Werk Ammianus Marcellinus und anderen Geschichtsschreibern als Quelle gedient hat. Während Werner Hartke noch annahm, dass das Werk von Ende des 3. Jahrhunderts bis 366 reichte und als Geschichte des konstantinischen Hauses aufgefasst werden könnte, gehen die Befürworter diese These heute zumeist davon aus, dass das Werk weitergereicht hat; Anfang und mögliches Enddatum sind aber weiterhin umstritten.
Ausgehend von der neueren Forschung, sofern sie der Kaiserzeit-These folgt, reichten die Annalen wohl bis in die Zeit Gratians. Nach den Überlegungen Bruno Bleckmanns bot eine Behandlung der Kaiserzeit mehrere Vorteile. So konnte Flavianus Kaiser Theodosius, der selbst Interesse an Geschichte hatte, im Vergleich zu dessen Vorgängern hervorheben, aber gleichzeitig ein konservatives, den heidnischen Senatskreisen genehmes Regierungsprogramm einfordern. Bleckmann vermutet auch, dass die Annalen noch von Petros Patrikios im 6. Jahrhundert benutzt und, vermittelt über diese oder eine ähnliche griechischsprachige Zwischenquelle, auch von mittelbyzantinischen Geschichtsschreibern wie Johannes Zonaras verwendet wurden. Dem schlossen sich unter anderem François Paschoud und Michel Festy an, die neben anderen Forschern ebenfalls dafür plädieren, dass Flavianus vor allem zeitgeschichtlichen Stoff aufgearbeitet hat. Stéphane Ratti argumentiert außerdem dafür, dass die Annalen als Quelle für die Jahre 357–364 in der Chronik des Hieronymus dienten.
Nach einer plausiblen Vermutung der neueren Forschung gehörte der unbekannte Verfasser der Epitome de Caesaribus, der sich in seinem Werk auf die Annalen gestützt hat, zum Umkreis der Familie des Flavianus. Möglicherweise war die Epitome, die die Kaiser bis Theodosius I. behandelt, zum Teil als Ersatz für die Annalen gedacht, deren Verbreitung in Anbetracht der damnatio memoriae zeitweilig nicht opportun war. Es wurde sogar erwogen, dass Flavianus der Verfasser der Historia Augusta sein könnte bzw. sein Sohn (so schon Hartke) der Autor dieses mysteriösen Werks war. Zumindest Teile des Werks (etwa die Rede des sonst unbekannten Senators Maecius Faltonius Nicomachus, also eines Vorfahren des Nicomachus Flavianus, an den Kaiser Tacitus) könnten von Flavianus stammen oder auf ihm beruhen.
Wenngleich besonders in Deutschland, Frankreich und Italien die These vorherrschend ist, dass die Annalen die Kaiserzeit behandelt haben und eine wichtige Quelle für andere Werke dargestellt haben, ist die anglo-amerikanische Forschung diesbezüglich wesentlich skeptischer, wenngleich auch dort manche die These befürworten (wie Anthony R. Birley). John Matthews beispielsweise schloss aber nicht aus, dass Flavianus eher die Republik behandelt hat. Auch Timothy D. Barnes und Richard Burgess verwiesen auf die Problematik, den Annalen derart großes Gewicht zuzumessen. Der Titel Annales – immer vorausgesetzt, es handelt sich um den Werktitel und um keine Beschreibung – muss nicht darauf hindeuten, dass Flavianus etwa an Tacitus anschloss. Ebenso kann damit gemeint sein, dass Flavianus doch die entferntere Vergangenheit (also die Republik) oder vielleicht beides behandelt hat. Alan Cameron hat vehement gegen die These Bleckmanns und Paschouds argumentiert; Cameron war der Meinung, dass man die Bedeutung der Annalen völlig überschätzt hat, zumal weder Inhalt noch Umfang (Cameron ging eher von einem knappen Werk aus) bekannt ist. Allerdings dürfte die Bezeichnung des Flavianus als historicus disertissimus sich kaum mit einer solchen Charakterisierung decken, wenn dieser nur ein dürftiges Geschichtswerk verfasst hätte; das Lob seines Sohnes weist auch eher auf den Verfasser einer klassischen Zeitgeschichte hin.
Als Ergebnis der neueren Forschung kann jedenfalls festgehalten werden, dass ein (wohl lateinisches) Geschichtswerk mit pro-senatorischer Tendenz aus dem späten 4. Jahrhundert eine wichtige Quelle für mehrere spätere Geschichtsschreiber gewesen ist. Die Spuren dieser „Grundquelle“ (deren Existenz auch von den Gegnern der Flavianus-Theorie nicht ernsthaft bezweifelt wird) lassen sich noch bis in die byzantinische Zeit verfolgen (siehe Leoquelle und als Fallbeispiel die „Lügen des Metrodoros“). Es muss jedoch offenbleiben, ob es sich dabei um die Annalen des Nicomachus Flavianus gehandelt hat oder nicht. Bleckmann wies aber darauf hin, dass der Name Flavianus auch nur als Etikett für diese Quelle (die mit großer Wahrscheinlichkeit existiert hat) verstanden werden kann.

### Editionen/Übersetzungen des Geschichtswerks
- Bruno Bleckmann, Barbara Court, Antonia Knöpges: Profane Zeitgeschichtsschreibung des ausgehenden 4. und frühen 5. Jahrhunderts (= Kleine und fragmentarische Historiker der Spätantike). Brill/Schöningh, Paderborn 2023, S. 26 ff.
- Lieve Van Hoof, Peter Van Nuffelen (Hrsg./Übers.): The Fragmentary Latin Histories of Late Antiquity (AD 300–620). Edition, Translation and Commentary. Cambridge University Press, Cambridge 2020, S. 36 ff.

## Deutung

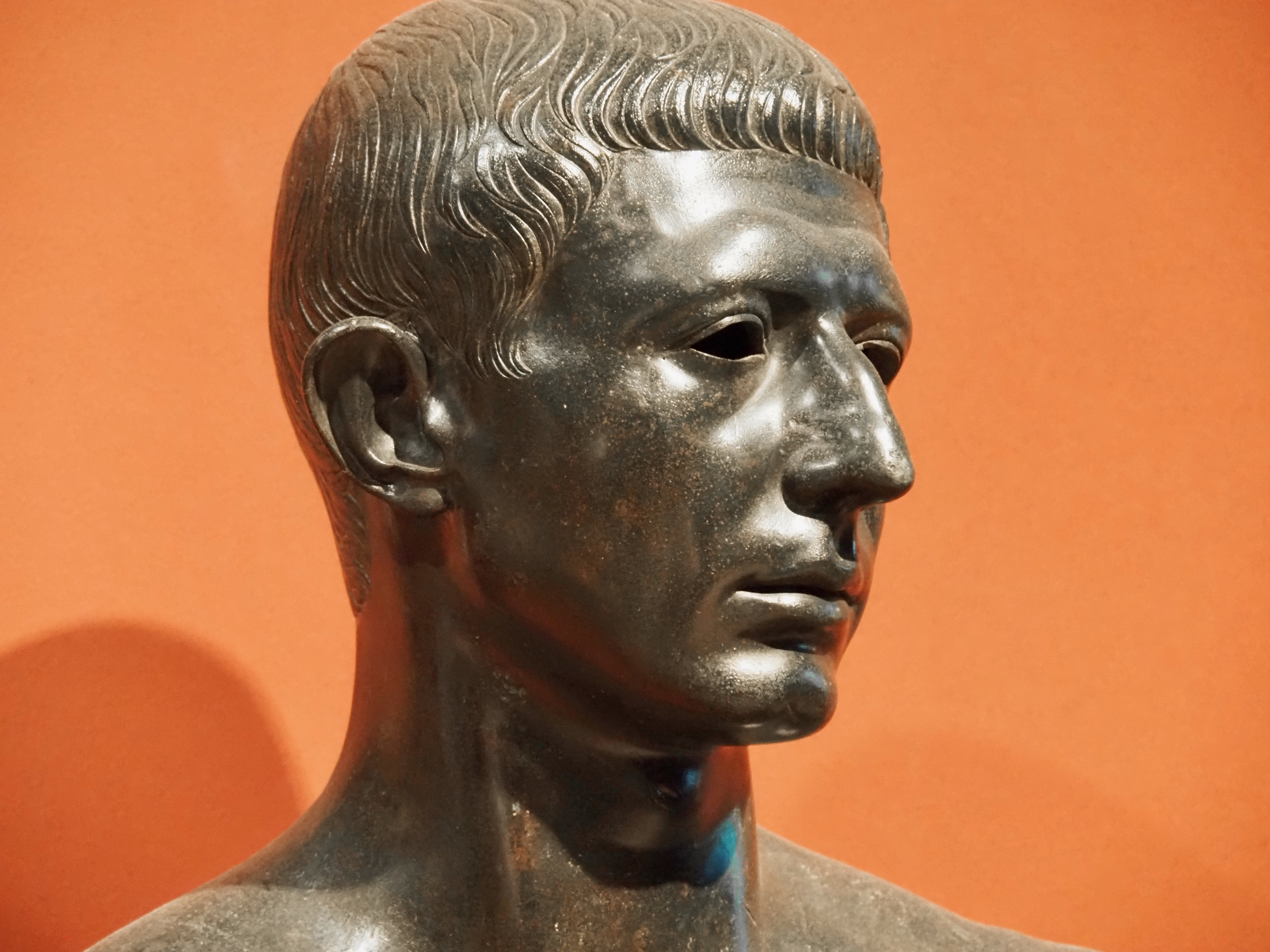
Cato der Jüngere (Bronzebüste, 1. Jahrhundert) war berühmt für seinen Kampf um die altrömischen Werte und beging wie Nicomachus in aussichtsloser Lage Suizid

Die Person des Virius Nicomachus Flavianus ist eng verwoben mit den verschiedenen modernen Interpretationen der Spätantike und des Untergangs des Römischen Reiches im Allgemeinen und der Debatte um eine heidnische Restauration Ende des 4. Jahrhunderts (pagan revival) im Speziellen. Lange Zeit galt er geradezu als Cato der Jüngere des spätantiken heidnischen Senatorenstands. Insbesondere Alan Cameron hat gegen diese Interpretation argumentiert, gipfelnd in seiner 2011 erschienenen Monographie The Last Pagans of Rome. Darin kritisiert Cameron den von ihm polemisch so bezeichneten „romantischen Mythos“ eines pagan revival, wobei er die darin vertretene Sicht auf die von Nicomachus vermeintlich angeführten heidnischen Senatoren fundamental herausfordert: Sie seien keine „furchtlosen Verteidiger senatorischer Privilegien, Literaten und Liebhaber der klassischen Kultur und der traditionellen Kulte“ gewesen, sondern „arrogante, spießige Landdiebe.“ Nicomachus Flavianus selbst wird dabei dekonstruiert zu einem „politischen Opportunisten ohne klare Religionspolitik“, wie Peter Brown zusammenfasst.
Guido Clemente hat in Auseinandersetzung mit Camerons Argumenten eine komplexere Herleitung von Flavianus’ Entscheidung für Eugenius gesucht. Flavianus habe vor dem Hintergrund des zeitgenössischen Machtkonfliktes zwischen den Senatoren und der entstehenden Reichskirche gehandelt, in der es dem Bischof Ambrosius von Mailand zunehmend gelang, seinen auf den christlichen Gott gegründeten Deutungsanspruch sogar gegenüber dem römischen Kaiser Theodosius I. durchzusetzen (siehe Massaker von Thessaloniki). Vor dem Hintergrund dieses für einen Senator wie Nicomachus „fast undenkbaren“ Bruchs mit der Tradition sei seine Wahl für Eugenius „nicht überraschend“. Diese „Entscheidung bedeutet nicht, dass Eugenius als Verteidiger des heidnischen Sache kämpfte oder dass Nicomachus der Kopf einer bewusst organisierten heidnischen Bewegung war. Es reicht festzustellen, dass die heidnischen römischen Aristokraten [...] einen Grund hatten, zu glauben, dass Eugenius respektvoller mit ihren religiösen Traditionen umgehen würde.“
Giovanni Alberto Cecconi bemüht sich, gestützt auf die Briefe des Symmachus an Flavianus, um eine eher psychologische Analyse. Er stellt „ernste Neurosen“ bei Flavianus fest, insbesondere dann, wenn er sich fern von seinen Verwandten aufhielt oder große politische Verantwortung übernehmen musste. Er betont die existentielle Dimension in Flavianus’ Entscheidung für Eugenius: Flavianus „war ein Heide, kein Fanatiker, er war ein Mann von großer Bildung und hoher menschlicher Sensibilität [...], der letztendlich für die Unterstützung des bewaffneten Widerstands optierte, nachdem Kompromisse und Verhandlungen mit der Idee der Toleranz und zum Erreichen einer Balance gescheitert waren.“